# Siegfried Jerusalem
Siegfried Jerusalem (nascido em 17 de abril de 1940, em Oberhausen, Alemanha) é um tenor alemão.
Estudou fagote em Essen e atuou em diversas orquestras alemãs. Fagotista em Stuttgart, começou seus estudos de canto em 1972 antes de iniciar sua carreira como tenor em 1975. Conhecido internacionalmente, sua especialidade são as óperas de Wagner, onde geralmente interpreta as personagens principais. 